# Каєтан Відорт
Каєтан Відорт (1804 — † 1852 Славута) — був сином відомого торбаніста шляхтича Григорія Відорта, що перебував при Вацлаву Ревуському та Романові Санґушку.
Після смерті батька його місце в Санґушків зайняв Каєтан, який присвятив себе повністю співу та музиці. Мав він завжди не менше 6 учнів з козаків князя Санґушка, окрім того інших хлопців для навчання грі на бандурі, приводили також жителі з навколишніх околиць. Помер Каєтан Відорт у Славуті у віці 48 років. Його син Франциск Відорт жив також завжди у Санґушків, хоча і грав на бандурі також, але це не було його основним заняттям, тому останнім бандуристом вважали саме Каєтана Відорта.
Торбаністи були вихідцями з меншзаможної шляхти, прийшли вони на зміну бандуристам, жили при дворах шляхти, зберігали традиції українських співців та навчали грі на торбані.
Дума про Вацлава Ревуського
Ой виїхав пан Ревуха: На коні гуляти,
Перевісив через плечі,
Сагайдак богатий